# 1972 Yi Xing
1972 Yi Xing este un asteroid din centura principală, descoperit pe 9 noiembrie 1964 de Observatorul Zijinshan.